# 陳琬琛
陳琬琛（英語：Sumly Chan Yuen-sum，1958年3月23日—），前香港公民黨新界西支部主席，前任香港荃灣區議會主席兼梨木樹東選區議員，社會福利界選舉委員會成員。陳琬琛擔任荃灣區民選區議員已超過38年，任期之長已超過於深水埗前區議員張永森以及屯門前區議員蘇炤成。
陳琬琛曾經是區域市政局議員，正職是一名註冊社工。他自1985年起在梨木樹邨任荃灣區議員，由2016年起再次擔任公民黨新界西支部主席，2018年成功連任，2021年6月下旬退出公民黨。

## 早年
陳琬琛在1972年畢業於大窩口的寶血會德貞小學上午校。他是明愛的註冊社工，自1980年起被派至梨木樹邨當社工。

## 從政

### 無黨籍時期
他於1985年首次參加第二屆區議會選舉，與爭取連任的何滿一同成功當選荃灣區議員，並且一直連任至今。其後更當選區域市政局議員，成為「雙料議員」，1997年6月30日，區域市政局解散。陳琬琛於7月1日獲委任為臨時區域市政局議員，直至1999年12月31日，特首董建華解散市政局與區域市政局為止。
2003年，他以陳偉業領頭的「荃灣選舉聯盟」的名義，參加區議會選舉，以1,945票擊敗得637票的對手李鎮波，再次成功連任區議員。

### 加入民主黨
一直以獨立民主派身份參政的他，於2004年加入民主黨，並且夥拍當時的民主黨主席李永達，參加當年立法會選舉，排在名單第二位，成功護送李永達重返立法會，他自己卻未能當選。

### 改投公民黨
由於民主派拒絕讓陳琬琛於2008年香港立法會選舉新界西名單排第一位，他遂於2007年9月改投當時成立一年多的公民黨。
2007年香港區議會選舉，以1,994票擊敗得811票的對手劉錦榮，再次成功連任區議會議席，為公民黨少數於公共屋邨取得議席的區議員。
2008年6月，公民黨宣佈2008年香港立法會選舉參選名單，陳琬琛聯同張超雄和黃家華於新界西參選，並排在名單第二位，惟三人皆未能取得議席。
2011年香港區議會選舉，公民黨受到外傭居港權及港珠澳大橋兩宗官司影響，得票率較上屆大跌，但陳琬琛得票不跌反升，以2,761票高票，擊敗得1,839票的民建聯對手呂迪明，再度成功連任區議員，並保住公民黨在新界西區之橋頭堡。
2012年香港立法會選舉，時任公民黨新界西支部主席的陳琬琛原擬於出選新界西，惟最終公民黨決定空降郭家麒與余若薇組成名單參選，令陳琬琛與公民黨中央關係緊張，一度傳出退黨。公民黨原擬游說陳琬琛參選超級區議會議席，惟陳琬琛因工作問題放棄。最終陳琬琛留在公民黨，惟新界西支部有大批成員退黨。
2015年香港區議會選舉，陳琬琛獲得3,169票，大勝1,773票的民建聯對手、時任北區區議員劉國勳妻子呂迪明，創下個人區議會選舉得票新高，並且將得票差距拉開至1,300多票。
2016年香港立法會選舉，陳琬琛獲公民黨推薦出選區議會（第二）功能界別，他任職醫管局護士的太太更取出二百多萬港元的公積金給他應付選舉開支。但由於在民意調查中一直些微落後，為了集中泛民主派的票源，他在選舉前兩天突然宣佈停止拉票工作，被質疑浪費提名票。陳琬琛最終只取得28,311票而落選，得票率1.48%，由於不足3%，未能取回選舉按金。其後，公民黨發起網上眾籌為他籌集選舉開支，於兩星期內籌得約80萬港元，最終籌得160萬港元。
2019年香港區議會選舉，民建聯派林顯輝參選，挑戰陳琬琛，但結果陳琬琛仍以2,700多票大比數擊敗林顯輝，成功連任，此差距更是歷屆中最高。
2020年1月9日，陳琬琛當選荃灣區議會主席。

### 退出公民黨
2021年6月20日，陳琬琛宣佈退出公民黨，陳琬琛表示今後會繼續以荃灣區議會主席身份為居民服務。

## 外部連結
- 荃灣區議會 - 荃灣區議會議員資料 陳琬琛先生 （页面存档备份，存于）
- 公民黨網頁陳琬琛資料 （页面存档备份，存于）